# Poecilium alni
Poecilium alni је врста инсекта из реда тврдокрилаца (Coleoptera) и породице стрижибуба. Сврстана је у потпородицу Cerambycinae.

## Распрострањеност
Врста је распрострањена на подручју Европе. У Србији је честа врста али се среће спорадично, пошто су одрасле јединке ситне и брзо се крећу.

## Опис
Глава и пронотум су црне боје. Елитрони су црни или тамнобраон, основа је црвенкастобраон са две закривљене средишње попречне штрафте светле боје. На елитронима је, поред скутелума, чуперак црних длачица и две светле, узане попречне штрафте. Ноге су црвенкастобраон боје, први чланак задњих тарзуса је дуг као други и трећи заједно. Антене су такође црвенкастобраон боје, а средње до дуге. Дужина тела је од 4 до 7 mm.

## Биологија
Животни циклус траје од једне до две године, ларве се развијају у сувим гранама пречника од 1 до 2 cm. Адулти су активни од априла до јуна, а срећу се на биљци домаћину. Као домаћини јављају се различите врсте листопадног дрвећа (храст, граб, питоми кестен, брест, јова, јасен, ружа).

## Галерија
- одрасла јединка
- дорзална страна
- поглед са стране

## Статус заштите
Poecilium alni се налази на Европској црвеној листи сапроксилних тврдокрилаца.

## Синоними
- Phymatodes alni (Linnaeus, 1767)
- Leptura alni Linnaeus, 1767
- Callidium alni (Linnaeus, 1767)